# یوها کانکونن
یوها کانکونن (فنلاندی: Juha Kankkunen؛ زادهٔ ۲ آوریل ۱۹۵۹) راننده رالی اهل فنلاند است.
وی که در تیم‌های تویوتا موتوراسپورت، پژو اسپورت، لانچیا، تیم رالی جهانی فورد، تیم رالی جهانی سوبارو، هیوندای موتوراسپورت عضویت داشته در سال‌های ۱۹۸۶، ۱۹۸۷، ۱۹۹۱ و ۱۹۹۳ قهرمان رالی قهرمانی جهان شده است.